# سنت-آنژل-دو-مونوآر، کبک
سنت-آنژل-دو-مونوآر (به فرانسوی: Sainte-Angèle-de-Monnoir) شهری در منطقه شهری روویل ناحیه مونترژی در استان کبک کانادا است. در سرشماری سال ۲۰۱۱ این شهر ۱٬۴۷۴ نفر جمعیت داشته‌است و مساحت آن ۴۵٫۴۹ کیلومتر مربع است.